# Село имени Махамбет Утемисова
Имени Махамбет Утемисова (каз. Махамбет Өтемісұлы ат.а., до 199? г. - Карла Маркса) — село в Казыгуртском районе Туркестанской области Казахстана. Входит в состав Шарапхананского сельского округа. Код КАТО — 514057500.

## Население
В 1999 году население села составляло 1227 человек (634 мужчины и 593 женщины). По данным переписи 2009 года, в селе проживали 1384 человека (726 мужчин и 658 женщин).